# نظریه روانکاری

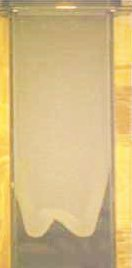
لایه نازکی از سیال آغشته به ذرات که در حال سقوط از صفحه موربی است.

در مباحث مربوط به دینامیک سیالات، نظریه روانکاری (به انگلیسی: Lubrication theory) (که از آن با عنوان نظریه روان‌سازی یا روغن‌کاری نیز یاد می‌شود) صورتی از جریان سیال را توصیف می‌کند که در آن یکی از ابعاد هندسه حرکتی سیال در مقایسه با سایر ابعاد بسیار کوچک‌تر است. بارزترین مصداق این نظریه در کاربردهای عملیاتی، جریان روغن‌های روان‌ساز به کار رفته در یاتاقان‌ها است. اصلی‌ترین هدف در هنگام تحلیل چنین جریان‌هایی محاسبه توزیع فشار وارد بر روغن‌های روان‌ساز است و به کمک آن می‌توان نیروهای وارد شونده بر ادوات مکانیکی موجود را محاسبه کرد.
در نظریه فیلم روان‌ساز آزاد که مشابهت‌های زیادی با نظریه اصلی روان‌سازی دارد، شرایط مرزی حاکم بر سیال در سطح آزاد خود مجهول مسئله است و در این وضعیت یکی از اهداف حل این مسئله، محاسبه پروفایل حرکتی سطح آزاد است. در چنین جریاناتی به دلیل کوچک شدن هندسه مسئله، نیروهای مرتبط با کشش سطحی اهمیت می‌یابند و در شرایطی ممکن است به عبارت غالب در تحلیل جریان سیال بدل شوند. در نتیجه در چنین وضعیت‌هایی بررسی اثرات ترشوندگی سطوح بسیار حائز اهمیت خواهد بود. برای فیلم‌های بسیار نازک سیال (ضخامت کمتر از یک میکرون)، حتی پای اندرکنش‌های بین مولکولی، نیروهای وان‌دروالسی و نیروهای ناشی از فشار انفصال (disjoining pressure) نیز به میان خواهد آمد.

## مفاهیم ریاضیاتی
به بیان ریاضیاتی، نظریه روانکاری را می‌توان ماحصل تفاوت عمده در طول‌های مشخصه مسئله و استفاده صحیح از این وضعیت قلمداد کرد. در صورتی که ارتفاع مشخصه فیلم را با {\displaystyle H} و نشان دهیم و {\displaystyle L} طول مشخصه بستر باشد، پیش نیاز استفاده از شرایط نظریه روانکاری کوچک بودن نسبت {\displaystyle H} به {\displaystyle L} خواهد بود که اگر این نسبت را با {\displaystyle \varepsilon } نشان دهیم، {\displaystyle \varepsilon =H/L} خواهیم داشت: {\displaystyle \epsilon \ll 1}
اگر معادلات ناویر-استوکس (که در رژیم جریانی خزشی با حذف ترم اینرسی به معادلات استوکس تبدیل می‌شوند) بسط داده شوند، با رعایت شرط بالا و در حالت در نظر گرفتن عبارت غالب (معادلات مجانبی) خواهیم داشت:
{\displaystyle {\begin{aligned}{\frac {\partial p}{\partial z}}&=0\\[6pt]{\frac {\partial p}{\partial x}}&=\mu {\frac {\partial ^{2}u}{\partial z^{2}}}\end{aligned}}}
در معادلات بالا {\displaystyle x} و {\displaystyle z} متغیرهای دستگاه مختصات در جهت بستر و جهت عمود بر آن (به ترتیب) هستند. {\displaystyle p} فشار سیال، {\displaystyle u} مؤلفه سرعت در جهت موازی با بستر و {\displaystyle \mu } ویسکوزیته سیال است. با توجه به معادلات، تغییرات فشار در عرض فیلم ناچیز است و تغییرات آن در طول فیلم متناسب با ویسکوزیته است. مدل جامع‌تر نظریه روانکاری با سه بعدی در نظر گرفتن جریان بدست می‌آید و معادله حاصل با نام معادله رینولدز شناخته می‌شود.

## کاربردها
مهم‌ترین و شناخته شده‌ترین کاربرد این نظریه همان‌طور که از نامش پیداست، در زمینه بررسی روغن‌های روانکار مورد استفاده در ماشین‌ها و اداوت مکانیکی مانند یاتاقان‌ها و آب‌بندها است. پوشش‌دهی تجهیزات مکانیکی، رنگ‌آمیزی خودروها، چاپ‌گرها، چسب‌ها و به‌طور کلی فیلم‌های نازک از دیگر کاربردهای این نظریه هستند. مبحث ریزسیال‌شناسی (میکروفلوئیدیک) و آزمایشگاه روی تراشه نیز به جهت داشتن شرایط این نظریه از جمله فناوری‌های پیشرفته‌ای هستند که می‌توان به آن‌ها اشاره کرد.